# Copa Africana de Naciones 2015
La Copa Africana de Naciones 2015 (denominada Copa Africana de Naciones Orange 2015 por motivos de patrocinio) fue la trigésima edición del torneo de selecciones nacionales absolutas más importante de la Confederación Africana de Fútbol (CAF). Se llevó a cabo en Guinea Ecuatorial entre el 17 de enero y el 8 de febrero del año en mención. Esta fue la segunda ocasión que el torneo se desarrolló en Guinea Ecuatorial luego de la coorganización junto a Gabón de la Copa Africana de Naciones 2012.
En un principio fue Marruecos el designado para albergar el torneo, pero la CAF decidió quitarle la organización ante la negativa marroquí a realizar el evento en las fechas previstas por temor a una posible propagación de la epidemia de ébola de 2014-2015. En consecuencia Marruecos fue impedida de disputar el torneo y su puesto lo ocupó Guinea Ecuatorial, su reemplazo en la organización.
La selección de Nigeria, campeón defensor tras ganar la copa en 2013, no pudo defender su título luego que no fuese capaz de superar la fase clasificatoria, lo que significó que su lugar de privilegio quede vacante incluso antes de iniciarse el torneo.
El anfitrión Guinea Ecuatorial, en su segunda aparición en una Copa Africana, logró ubicarse en el cuarto lugar al perder en definición por penales el partido por el tercer puesto frente a la República Democrática del Congo. Con la obtención del cuarto lugar Guinea Ecuatorial superó la que fue su primera participación en el año 2012 donde alcanzó los cuartos de final, instancia en la que quedó eliminado.
Costa de Marfil se coronó como campeón del torneo al derrotar en la final a la selección de Ghana 9 a 8 en tiros de penal, luego de empatar a cero en 120 minutos de juego. De esta manera, Costa de Marfil consiguió su segundo título continental, antes ya lo había logrado en la Copa Africana de Naciones 1992 donde también derrotó por penales a Ghana. Por su parte, Ghana volvió a llegar a una final de Copa Africana luego de 5 años (la última en 2010), sin embargo, continua con su mala racha de finales perdidas entre las que se cuentan las ocurridas en los certámenes de 1992, 2010 y la actual de 2015 sumándose, además, las derrotas en el partido decisivo de las ediciones de 2009 y 2014 del Campeonato Africano de Naciones. Completó el podio la selección de la República Democrática del Congo que derrotó en los penales al local Guinea Ecuatorial en el partido definitorio del tercer lugar, RD Congo volvió a colocarse entre los tres primeros del torneo algo que no lograba desde la Copa Africana de Naciones 1998 donde alcanzó idéntica ubicación.

## Elección del país anfitrión
Luego que la Confederación Africana de Fútbol iniciará el proceso de solicitudes para acoger la Copa Africana 2015 varias asociaciones miembro mostraron su interés en ser anfitrión del evento, entre ellas se encontraban: Botsuana, Camerún, Guinea, Marruecos, República Democrática del Congo, Sudáfrica, Zambia y Zimbabue.
Sin embargo, la mayoría de estos países declinaron en sus intenciones y al final solo tres asociaciones hicieron llegar de manera oficial sus solicitudes a la CAF antes de la fecha límite fijada para el 30 de septiembre de 2010, estas fueron: Marruecos, República Democrática del Congo y Sudáfrica.
La CAF decidió juntar las elecciones de las sedes para las Copas Africanas de 2015 y 2017 en un solo proceso por lo que de estos tres países saldrían los organizadores de estos dos torneos. Una vez anunciados los tres candidatos comenzó el procedimiento de inspección, con la intención de visitar cada país para ver los estadios, la infraestructura, y el interés por el fútbol. Primero, se inspeccionó a la República Democrática del Congo en noviembre de 2010. Días después de la inspección, el país informó a la CAF la cancelación de su candidatura para los torneos tanto de 2015 como 2017 aduciendo problemas económicos y de infraestructura.
Con la República Democrática del Congo fuera de carrera solo quedaba asignar a los dos países que mantuvieron sus candidaturas los años en que organizarían los eventos, ambos mostraron sus preferencias para quedarse con el torneo de 2015. Marruecos fue el siguiente país a inspeccionar a finales de noviembre mientras que Sudáfrica fue inspeccionado en diciembre de 2010.
El 29 de enero de 2011, luego de una reunión del Comité Ejecutivo de la CAF realizada en Lubumbashi previo al partido de la Supercopa de la CAF 2011, se decidió otorgarle a Marruecos la organización del torneo de 2015 mientras que la organización de la edición del 2017 fue otorgada a Sudáfrica (debido a la renuncia de Libia de organizar el torneo en 2013, Sudáfrica paso a organizar la Copa de aquel año).
| Candidaturas oficiales para la CAN 2015 y la CAN 2017                                    | Candidaturas oficiales para la CAN 2015 y la CAN 2017 |
| Países                                                                                   | Torneos CAN organizados anteriormente                 |
| ---------------------------------------------------------------------------------------- | ----------------------------------------------------- |
| Marruecos                                                                                | 1988                                                  |
| RD Congo                                                                                 | Ninguno                                               |
| Sudáfrica                                                                                | 1996                                                  |
| – Candidatura ganadora. – Candidatura ganadora para la CAN 2017. – Candidatura retirada. |                                                       |
| Fecha de elección: 29 de enero de 2011                                                   |                                                       |

Las cuatro ciudades marroquíes que habían sido oficializadas por la CAF para ser sede del torneo fueron Rabat, Marrakesh, Agadir y Tangier, mientras que Casablanca  fue designada como una sede alterna.

### Retiro y des calificación de Marruecos
En diciembre de 2013 se originó en África el brote epidémico del ébola que se extendió a varios países de la parte occidental del continente, entre los más afectados se encontraban Guinea, país en el que se originó el brote, Liberia y Sierra Leona.
Debido a este acontecimiento y a la posible propagación del virus del ébola el 10 de octubre de 2014 el gobierno de Marruecos, mediante el Ministerio de Juventud y Deportes, solicitó al presidente de la Confederación Africana de Fútbol, Issa Hayatou, el aplazamiento del calendario de la Copa Africana de Naciones a otra fecha no determinada. Ante esto y tras una reunión del Comité Ejecutivo de la CAF el 2 de noviembre, el ente rector del fútbol africano decidió ratificar las fechas previstas del torneo entre el 17 de enero y el 8 de febrero de 2015, además le dio un plazo a Marruecos hasta el 8 de noviembre para definir su postura final respecto a acoger el certamen.
Cumplido el plazo Marruecos mantuvo su posición de retrasar el torneo, bajo este contexto y luego de una reunión del Comité Ejecutivo realizada en El Cairo el 11 de noviembre la CAF decidió que la Copa Africana de Naciones de 2015 no se realice en Marruecos, a su vez anunció que la selección de este país quedaba fuera de la competición. El 6 de febrero de 2015 el Comité Ejecutivo de la CAF, reunido en Malabo, anunció la suspensión de Marruecos para las Copas Africanas de 2017 y 2019 así como el pago de una multa de un millón de dólares por parte de la Real Federación de Fútbol de Marruecos.

### Designación de Guinea Ecuatorial
Tras el retiro de Marruecos de la organización del torneo, el 14 de noviembre se produjo una reunión entre el presidente de la CAF Issa Hayatou y el presidente de Guinea Ecuatorial Teodoro Obiang Nguema Mbasogo, ese mismo día y al término de este encuentro el comité ejecutivo de la CAF anunció que la Copa Africana de Naciones de 2015 se realizaría en Guinea Ecuatorial luego que el presidente de este país aceptara acoger el evento.

## Organización

### Sedes
La Confederación Africana de Fútbol (CAF), reunida el día 14 de noviembre de 2014, definió las cuatro sedes definitivas que acogerán el evento, las sedes elegidas fueron Bata, Malabo, Ebebiyín y Mongomo.
| Malabo                | Bata               | MalaboBataEbebiyínMongomo |
| --------------------- | ------------------ | ------------------------- |
| Estadio de Malabo     | Estadio de Bata    | MalaboBataEbebiyínMongomo |
| Capacidad: 15 890     | Capacidad: 35 700  | MalaboBataEbebiyínMongomo |
|                       |                    | MalaboBataEbebiyínMongomo |
| Ebebiyín              | Mongomo            | MalaboBataEbebiyínMongomo |
| Estadio Manuel Enguru | Estadio de Mongomo | MalaboBataEbebiyínMongomo |
| Capacidad: 8 000      | Capacidad: 15 000  | MalaboBataEbebiyínMongomo |
|                       |                    | MalaboBataEbebiyínMongomo |

### Formato de competición
El torneo se desarrolla dividido en 2 fases.
En la primera fase las 16 selecciones son divididas en 4 grupos de 4 equipos; cada equipo juega una vez contra los tres rivales de su grupo con un sistema de todos contra todos. Los equipos son clasificados en los grupos según los puntos obtenidos, que son otorgados de la siguiente manera:
- 3 puntos por partido ganado.
- 1 punto por partido empatado.
- 0 puntos por partido perdido.

Si al término de los partidos de grupo dos equipos terminan empatados en puntos se aplican los siguientes criterios de desempate:
- Mayor número de puntos obtenidos en el partido entre los equipos en cuestión.
- Diferencia de gol en todos los partidos de grupo.
- Mayor número de goles marcados en todos los partidos de grupo.
- Un Sorteo dirigido por el Comité Organizador.

Si los equipos empatados al término de los partidos de grupo son más de dos se aplican los siguientes criterios de desempate:
- Mayor número de puntos obtenidos en los partidos entre los equipos en cuestión.
- Mayor diferencia de gol en los partidos entre los equipos en cuestión.
- Mayor número de goles marcados en los partidos entre los equipos en cuestión.

Si luego de aplicar los criterios anteriores dos equipos todavía siguen empatados los tres criterios anteriores se vuelven a aplicar al partido jugado entre los dos equipos en cuestión para determinar sus posiciones finales. Si este procedimiento no conduce a un desempate se aplican los siguientes criterios de desempate:
- Diferencia de gol en todos los partidos de grupo.
- Mayor número de goles marcados en todos los partidos de grupo.
- Un sorteo dirigido por el Comité Organizador.

Al término de la primera fase los equipos ubicados en el primer y segundo lugar de cada grupo se clasifican a la segunda fase para jugar los cuartos de final.
La segunda fase comprende los cuartos de final, semifinales, partido por el tercer lugar y final. Todos los partidos de la segunda fase se juegan bajo un sistema de eliminación directa, si algún partido termina empatado luego de los 90 minutos de tiempo de juego reglamentario se procede a jugar un tiempo extra consistente en dos periodos de 15 minutos, si la igualdad persiste tras el tiempo extra se define al ganador mediante tiros desde el punto penal. Solo en el partido por el tercer, si termina empatado luego de los 90 minutos de tiempo de juego reglamentario, se define al ganador directamente mediante tiros desde el punto penal.
Los emparejamientos de los cuartos de final fueron definidos de la siguiente manera:
- Partido I: 1.° del grupo A v 2.° del grupo B
- Partido II: 1.° del grupo B v 2.° del grupo A
- Partido III: 1.° del grupo C v 2.° del grupo D
- Partido IV: 1.° del grupo D v 2.° del grupo C

Los ganadores de los cuartos de final se clasifican para las semifinales. Los dos partidos de esta instancia se juegan de la siguiente manera:
- Semifinal 1: Ganador Partido I v Ganador Partido II
- Semifinal 2: Ganador Partido III v Ganador Partido IV

Los dos perdedores de las semifinales pasan a disputar el partido por el tercer lugar, mientras que los ganadores de las semifinales se clasifican para la final, partido en el cual se determina el campeón del torneo.

### Calendario
| Fase                      | Fechas                     |
| ------------------------- | -------------------------- |
| Fase de grupos            | Del 17 al 28 de enero      |
| Cuartos de final          | 31 de enero y 1 de febrero |
| Semifinales               | 4 y 5 de febrero           |
| Partido por el 3.er lugar | 7 de febrero               |
| Final                     | 8 de febrero               |

### Árbitros
Los siguientes árbitros fueron seleccionados para dirigir en el torneo.
| Árbitros | Árbitros |
| --- | --- |
| Mehdi Abid Charef Juste Ephrem Zio Néant Alioum Noumandiez Doue Ghead Grisha Bamlak Tessema Weyesa Eric Otogo-Castane Bakary Gassama Joseph Lamptey Aboubacar Mario Bangoura Hamada Nampiandraza | Koman Coulibaly Ali Lemghaifry Rajindraparsad Seechurn Bouchaïb El Ahrach Maguette Ndiaye Malang Diedhiou Bernard Camille El Fadil Mohamed Hussein Victor Gomes Med Said Kordi Janny Sikazwe |

| Árbitros asistentes | Árbitros asistentes |
| --- | --- |
| Albdelhak Etchiali Jerson Emiliano Dos Santos Jean-Claude Birumushahu Oamogetse Godisamang Evarist Menkouande Yéo Songuifolo Hassan Egueh Yacin Tahssen Abo El Sadat Bedyer Angesom Ogbamariam Malik Alidu Salifu Aboubacar Doumbouya | Marwa Range Redouane Achik Balkrisna Bootun Yahaya Mahamadou Peter Edibe Theogene Ndagijimana Djibril Camara El Hadji Malick Samba Zakhele Siwela Ali Waleed Ahmed Anouar Hmila |

## Clasificación
| Clasificado | Eliminado |

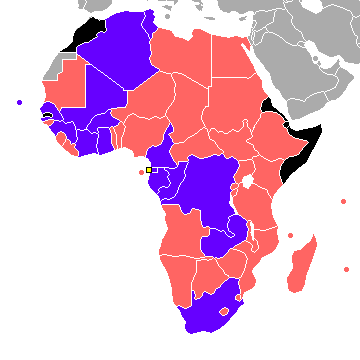
Situación de los países respecto a la clasificación.
Clasificado
Eliminado
Retirado, descalificado o no participó

El proceso de clasificación para la Copa Africana de Naciones 2015 inició el 14 de abril de 2014 y culminó el 19 de noviembre del mismo año, en él se inscribieron para participar 51 asociaciones nacionales de las 54 que conforman la Confederación Africana de Fútbol. Las selecciones de Yibuti y Somalia decidieron no participar en la competición, en tanto, Marruecos, no disputó el proceso clasificatorio al estar automáticamente clasificado por ser el país anfitrión de la fase final hasta que la CAF decidió eliminarla por su negativa a organizar el torneo en las fechas previstas. 
El torneo clasificatorio constó de una fase preliminar, conformada por 3 rondas de eliminación, y una fase de grupos de la que salieron las 15 selecciones clasificadas que acompañan al local Guinea Ecuatorial. Guinea Ecuatorial había sido descalificada en la segunda ronda de eliminación de la fase preliminar por alinear a un jugador de manera indebida, sin embargo, al reemplazar a Marruecos en la organización del torneo obtuvo el cupo que otorga tal condición.
Entre los equipos que no lograron acceder a la fase final de la Copa Africana se encuentran excampeones de la competición como  Egipto, Nigeria, Sudán y Etiopía, además de Marruecos que fue descalificada por las razones antes mencionadas.

## Equipos participantes
| Equipos participantes | Equipos participantes | Equipos participantes | Equipos participantes |
| --------------------- | --------------------- | --------------------- | --------------------- |
| Argelia               | Congo                 | Guinea                | Senegal               |
| Burkina Faso          | Costa de Marfil       | Guinea Ecuatorial     | Sudáfrica             |
| Cabo Verde            | Gabón                 | Malí                  | Túnez                 |
| Camerún               | Ghana                 | RD Congo              | Zambia                |

### Sorteo
Previo al sorteo, el Comité Organizador del torneo elaboró un sistema de clasificación mediante el cual los equipos participantes fueron distribuidos en 4 bombos sobre la base de su rendimiento en las Copas Africanas de los años 2010, 2012 y 2013, en los torneos clasificatorios para las Copas Africanas de los años 2012, 2013 y 2015 y en la Clasificación africana para el Mundial Brasil 2014. Cada selección obtuvo un puntaje calculado según la instancia a la que haya llegado en los torneos antes mencionados, las selecciones fueron ordenadas en los bombos de acuerdo a este puntaje con excepción de Guinea Ecuatorial que fue asignada directamente al bombo 1.
Entre paréntesis se indica el puntaje obtenido por cada selección según el sistema de clasificación publicado por la CAF.
| Bombo 1                                                                   | Bombo 2                                               | Bombo 3                                                      | Bombo 4                                           |
| ------------------------------------------------------------------------- | ----------------------------------------------------- | ------------------------------------------------------------ | ------------------------------------------------- |
| Guinea Ecuatorial (Anfitrión) Ghana (48) Costa de Marfil (44) Zambia (41) | Burkina Faso (40) Malí (38) Túnez (32.5) Argelia (28) | Cabo Verde (26.5) Sudáfrica (23.5) Camerún (23.5) Gabón (22) | Guinea (19) Senegal (19) RD Congo (18) Congo (13) |

El procedimiento del sorteo fue como sigue:
- Previamente Guinea Ecuatorial fue designada directamente a la primera casilla del grupo A
- Los tres equipos restantes del bombo 1 fueron sorteados en primer lugar y fueron colocados en la primera casilla de los grupos en orden alfabético del grupo B al grupo D.
- Luego se sortearon los equipos del bombo 4 y fueron colocados en la última casilla de los grupos en orden alfabético del grupo A al grupo D.
- El mismo procedimiento anterior se aplicó para sortear a los equipos de los bombos 3 y 2 en ese estricto orden.

De esa forma quedaron conformados los grupos de la primera fase.
La ceremonia del sorteo tuvo lugar en el Centro de Convenciones Sipopo de la ciudad de Malabo el 3 de diciembre de 2014, la presentación de la ceremonia estuvo a cargo del periodista Robert Brazza mientras que la conducción del sorteo recayó sobre el secretario general de la CAF Hicham El Amrani quién contó con la colaboración del capitán de la selección de Guinea Ecuatorial Juvenal Edjogo y de los exfutbolistas Ephraim Mashaba, Mohamed Aboutrika y Alphonse Tchami.

## Resultados
- Las horas indicadas en los partidos corresponden al huso horario local de Guinea Ecuatorial: Tiempo de África Occidental – WAT (UTC+1).

### Primera fase

#### Grupo A
| Pos. | Equipo                | Pts. | PJ | G | E | P | GF | GC | Dif. | Clasificación    |
| ---- | --------------------- | ---- | -- | - | - | - | -- | -- | ---- | ---------------- |
| 1    | Congo                 | 7    | 3  | 2 | 1 | 0 | 4  | 2  | +2   | Cuartos de final |
| 2    | Guinea Ecuatorial (H) | 5    | 3  | 1 | 2 | 0 | 3  | 1  | +2   | Cuartos de final |
| 3    | Gabón                 | 3    | 3  | 1 | 0 | 2 | 2  | 3  | −1   |                  |
| 4    | Burkina Faso          | 1    | 3  | 0 | 1 | 2 | 1  | 4  | −3   |                  |

 Fuente: CAF
| 17 de enero de 2015, 17:00 | Guinea Ecuatorial | 1:1 (1:0) | Congo       | Estadio de Bata, Bata                                      |                                                            |
|                            | Nsue 16'          | Reporte   | Bifouma 87' | Asistencia: 40 245 espectadores Árbitro(s): Bakary Gassama | Asistencia: 40 245 espectadores Árbitro(s): Bakary Gassama |

| 17 de enero de 2015, 20:00 | Burkina Faso | 0:2 (0:1) | Gabón                       | Estadio de Bata, Bata                                               |                                                                     |
|                            |              | Reporte   | Aubameyang 19' · Evouna 72' | Asistencia: 40 245 espectadores Árbitro(s): Rajindraparsad Seechurn | Asistencia: 40 245 espectadores Árbitro(s): Rajindraparsad Seechurn |

| 21 de enero de 2015, 17:00 | Guinea Ecuatorial | 0:0     | Burkina Faso | Estadio de Bata, Bata                                    |                                                          |
|                            |                   | Reporte |              | Asistencia: 39 867 espectadores Árbitro(s): Néant Alioum | Asistencia: 39 867 espectadores Árbitro(s): Néant Alioum |

| 21 de enero de 2015, 20:00 | Gabón | 0:1 (0:0) | Congo        | Estadio de Bata, Bata                                    |                                                          |
|                            |       | Reporte   | Oniangue 48' | Asistencia: 34 782 espectadores Árbitro(s): Victor Gomes | Asistencia: 34 782 espectadores Árbitro(s): Victor Gomes |

| 25 de enero de 2015, 19:00 | Congo                    | 2:1 (0:0) | Burkina Faso | Estadio Manuel Enguru, Ebebiyín                          |                                                          |
|                            | Bifouma 51' · Ondama 87' | Reporte   | Bancé 86'    | Asistencia: 7945 espectadores Árbitro(s): Joseph Lamptey | Asistencia: 7945 espectadores Árbitro(s): Joseph Lamptey |

| 25 de enero de 2015, 19:00 | Gabón | 0:2 (0:0) | Guinea Ecuatorial                | Estadio de Bata, Bata                                       |                                                             |
|                            |       | Reporte   | Balboa 55' (pen.) · Salvador 86' | Asistencia: 39 230 espectadores Árbitro(s): Noumandiez Doue | Asistencia: 39 230 espectadores Árbitro(s): Noumandiez Doue |

#### Grupo B
| Pos. | Equipo                          | Pts. | PJ | G | E | P | GF | GC | Dif. | Clasificación    |
| ---- | ------------------------------- | ---- | -- | - | - | - | -- | -- | ---- | ---------------- |
| 1    | Túnez                           | 5    | 3  | 1 | 2 | 0 | 4  | 3  | +1   | Cuartos de final |
| 2    | República Democrática del Congo | 3    | 3  | 0 | 3 | 0 | 2  | 2  | 0    | Cuartos de final |
| 3    | Cabo Verde                      | 3    | 3  | 0 | 3 | 0 | 1  | 1  | 0    |                  |
| 4    | Zambia                          | 2    | 3  | 0 | 2 | 1 | 2  | 3  | −1   |                  |

 Fuente: CAF
| 18 de enero de 2015, 17:00 | Zambia       | 1:1 (1:0) | RD Congo    | Estadio Manuel Enguru, Ebebiyín                        |                                                        |
|                            | Singuluma 2' | Reporte   | Bolasie 65' | Asistencia: 7319 espectadores Árbitro(s): Ghead Grisha | Asistencia: 7319 espectadores Árbitro(s): Ghead Grisha |

| 18 de enero de 2015, 20:00 | Túnez      | 1:1 (0:0) | Cabo Verde        | Estadio Manuel Enguru, Ebebiyín                              |                                                              |
|                            | Moncer 70' | Reporte   | Heldon 78' (pen.) | Asistencia: 7479 espectadores Árbitro(s): Eric Otogo-Castane | Asistencia: 7479 espectadores Árbitro(s): Eric Otogo-Castane |

| 22 de enero de 2015, 17:00 | Zambia     | 1:2 (0:0) | Túnez                       | Estadio Manuel Enguru, Ebebiyín                              |                                                              |
|                            | Mayuka 59' | Reporte   | Akaïchi 70' · Chikhaoui 89' | Asistencia: 8000 espectadores Árbitro(s): Aboubacar Bangoura | Asistencia: 8000 espectadores Árbitro(s): Aboubacar Bangoura |

| 22 de enero de 2015, 20:00 | Cabo Verde | 0:0     | RD Congo | Estadio Manuel Enguru, Ebebiyín                           |                                                           |
|                            |            | Reporte |          | Asistencia: 7680 espectadores Árbitro(s): Malang Diedhiou | Asistencia: 7680 espectadores Árbitro(s): Malang Diedhiou |

| 26 de enero de 2015, 19:00 | RD Congo   | 1:1 (0:1) | Túnez       | Estadio de Bata, Bata                                      |                                                            |
|                            | Bokila 66' | Reporte   | Akaïchi 31' | Asistencia: 11 463 espectadores Árbitro(s): Bakary Gassama | Asistencia: 11 463 espectadores Árbitro(s): Bakary Gassama |

| 26 de enero de 2015, 19:00 | Cabo Verde | 0:0     | Zambia | Estadio Manuel Enguru, Ebebiyín                        |                                                        |
|                            |            | Reporte |        | Asistencia: 7950 espectadores Árbitro(s): Néant Alioum | Asistencia: 7950 espectadores Árbitro(s): Néant Alioum |

#### Grupo C
| Pos. | Equipo    | Pts. | PJ | G | E | P | GF | GC | Dif. | Clasificación    |
| ---- | --------- | ---- | -- | - | - | - | -- | -- | ---- | ---------------- |
| 1    | Ghana     | 6    | 3  | 2 | 0 | 1 | 4  | 3  | +1   | Cuartos de final |
| 2    | Argelia   | 6    | 3  | 2 | 0 | 1 | 5  | 2  | +3   | Cuartos de final |
| 3    | Senegal   | 4    | 3  | 1 | 1 | 1 | 3  | 4  | −1   |                  |
| 4    | Sudáfrica | 1    | 3  | 0 | 1 | 2 | 3  | 6  | −3   |                  |

 Fuente: CAF
Notas:
1. 1 2  Enfrentamiento directo: Ghana 1-0 Argelia.

| 19 de enero de 2015, 17:00 | Ghana              | 1:2 (1:0) | Senegal                | Estadio de Mongomo, Mongomo                                 |                                                             |
|                            | A. Ayew 14' (pen.) | Reporte   | Diouf 58' · Sow 90'+3' | Asistencia: 13 569 espectadores Árbitro(s): Bernard Camille | Asistencia: 13 569 espectadores Árbitro(s): Bernard Camille |

| 19 de enero de 2015, 20:00 | Argelia                                           | 3:1 (0:0) | Sudáfrica | Estadio de Mongomo, Mongomo                                 |                                                             |
|                            | Hlatshwayo 68' (a.g.) · Ghoulam 71' · Slimani 82' | Reporte   | Phala 50' | Asistencia: 12 788 espectadores Árbitro(s): Noumandiez Doue | Asistencia: 12 788 espectadores Árbitro(s): Noumandiez Doue |

| 23 de enero de 2015, 17:00 | Ghana       | 1:0 (0:0) | Argelia | Estadio de Mongomo, Mongomo                                 |                                                             |
|                            | Gyan 90'+2' | Reporte   |         | Asistencia: 12 387 espectadores Árbitro(s): Koman Coulibaly | Asistencia: 12 387 espectadores Árbitro(s): Koman Coulibaly |

| 23 de enero de 2015, 20:00 | Sudáfrica   | 1:1 (0:0) | Senegal   | Estadio de Mongomo, Mongomo                                |                                                            |
|                            | Manyisa 47' | Reporte   | Mbodj 60' | Asistencia: 13 674 espectadores Árbitro(s): Ali Lemghaifry | Asistencia: 13 674 espectadores Árbitro(s): Ali Lemghaifry |

| 27 de enero de 2015, 19:00 | Senegal | 0:2 (0:1) | Argelia                   | Estadio de Malabo, Malabo                                       |                                                                 |
|                            |         | Reporte   | Mahrez 11' · Bentaleb 82' | Asistencia: 14 549 espectadores Árbitro(s): Hamada Nampiandraza | Asistencia: 14 549 espectadores Árbitro(s): Hamada Nampiandraza |

| 27 de enero de 2015, 19:00 | Sudáfrica   | 1:2 (1:0) | Ghana                  | Estadio de Mongomo, Mongomo                                         |                                                                     |
|                            | Masango 17' | Reporte   | Boye 73' · A. Ayew 83' | Asistencia: 13 670 espectadores Árbitro(s): Rajindrapersad Seechurn | Asistencia: 13 670 espectadores Árbitro(s): Rajindrapersad Seechurn |

#### Grupo D
| Pos. | Equipo          | Pts. | PJ | G | E | P | GF | GC | Dif. | Clasificación    |
| ---- | --------------- | ---- | -- | - | - | - | -- | -- | ---- | ---------------- |
| 1    | Costa de Marfil | 5    | 3  | 1 | 2 | 0 | 3  | 2  | +1   | Cuartos de final |
| 2    | Guinea          | 3    | 3  | 0 | 3 | 0 | 3  | 3  | 0    | Cuartos de final |
| 3    | Malí            | 3    | 3  | 0 | 3 | 0 | 3  | 3  | 0    |                  |
| 4    | Camerún         | 2    | 3  | 0 | 2 | 1 | 2  | 3  | −1   |                  |

 Fuente: CAF
Notas:
1. 1 2  Guinea y Malí empataron en el enfrentamiento directo, gol diferencia, y goles anotados, por lo que se realizó un sorteo el 29 de enero de 2015 a las 16:00 hora local en el Hilton Malabo. Guinea logró el segundo lugar y la clasificación a los cuartos de final luego de ganar el sorteo.[38][39][40]

| 20 de enero de 2015, 17:00 | Costa de Marfil | 1:1 (0:1) | Guinea         | Estadio de Malabo, Malabo                                     |                                                               |
|                            | Doumbia 72'     | Reporte   | M. Yattara 36' | Asistencia: 14 875 espectadores Árbitro(s): Mehdi Abid Charef | Asistencia: 14 875 espectadores Árbitro(s): Mehdi Abid Charef |

| 20 de enero de 2015, 20:00 | Malí            | 1:1 (0:0) | Camerún    | Estadio de Malabo, Malabo |                           |
|                            | S. Yatabaré 71' | Reporte   | Oyongo 84' | Árbitro(s): Janny Sikazwe | Árbitro(s): Janny Sikazwe |

| 24 de enero de 2015, 17:00 | Costa de Marfil | 1:1 (0:1) | Malí    | Estadio de Malabo, Malabo                                      |                                                                |
|                            | Gradel 86'      | Reporte   | Sako 7' | Asistencia: 14 890 espectadores Árbitro(s): Bouchaïb El Ahrach | Asistencia: 14 890 espectadores Árbitro(s): Bouchaïb El Ahrach |

| 24 de enero de 2015, 20:00 | Camerún       | 1:1 (1:1) | Guinea     | Estadio de Malabo, Malabo                                         |                                                                   |
|                            | Moukandjo 13' | Reporte   | Traoré 42' | Asistencia: 15 000 espectadores Árbitro(s): Bamlak Tessema Weyesa | Asistencia: 15 000 espectadores Árbitro(s): Bamlak Tessema Weyesa |

| 28 de enero de 2015, 19:00 | Guinea              | 1:1 (1:0) | Malí      | Estadio de Mongomo, Mongomo                                     |                                                                 |
|                            | Constant 15' (pen.) | Reporte   | Maïga 47' | Asistencia: 13 470 espectadores Árbitro(s): Mohammed Said Kordi | Asistencia: 13 470 espectadores Árbitro(s): Mohammed Said Kordi |

| 28 de enero de 2015, 19:00 | Camerún | 0:1 (0:1) | Costa de Marfil | Estadio de Malabo, Malabo                                      |                                                                |
|                            |         | Reporte   | Gradel 35'      | Asistencia: 15 230 espectadores Árbitro(s): Eric Otogo-Castane | Asistencia: 15 230 espectadores Árbitro(s): Eric Otogo-Castane |

### Segunda fase
|  | Cuartos de final         | Cuartos de final |                   |          | Semifinales | Semifinales |              |                     | Final             | Final |  |
|  |                          |                  |                   |          |             |             |              |                     |                   |       |  |
|  |                          |                  |                   |          |             |             |              |                     |                   |       |  |
|  | Congo                    | 2                |                   |          |             |             |              |                     |                   |       |  |
|  | Congo                    | 2                |                   |          |             |             |              |                     |                   |       |  |
|  | RD Congo                 | 4                |                   |          |             |             |              |                     |                   |       |  |
|  | RD Congo                 | 4                |                   | RD Congo | 1           |             |              |                     |                   |       |  |
|  |                          |                  |                   | RD Congo | 1           |             |              |                     |                   |       |  |
|  |                          |                  | Costa de Marfil   | 3        |             |             |              |                     |                   |       |  |
|  | Costa de Marfil          | 3                | Costa de Marfil   | 3        |             |             |              |                     |                   |       |  |
|  | Costa de Marfil          | 3                |                   |          |             |             |              |                     |                   |       |  |
|  | Argelia                  | 1                |                   |          |             |             |              |                     |                   |       |  |
|  | Argelia                  | 1                |                   |          |             |             |              | Costa de Marfil (p) | 0 (9)             |       |  |
|  |                          |                  |                   |          |             |             |              | Costa de Marfil (p) | 0 (9)             |       |  |
|  |                          |                  | Ghana             | 0 (8)    |             |             |              |                     |                   |       |  |
|  | Ghana                    | 3                | Ghana             | 0 (8)    |             |             |              |                     |                   |       |  |
|  | Ghana                    | 3                |                   |          |             |             |              |                     |                   |       |  |
|  | Guinea                   | 0                |                   |          |             |             |              |                     |                   |       |  |
|  | Guinea                   | 0                |                   | Ghana    | 3           |             |              | Tercer lugar        | Tercer lugar      |       |  |
|  |                          |                  |                   | Ghana    | 3           |             |              | Tercer lugar        | Tercer lugar      |       |  |
|  |                          |                  | Guinea Ecuatorial | 0        |             |             |              |                     |                   |       |  |
|  | Túnez                    | 1                | Guinea Ecuatorial | 0        |             |             | RD Congo (p) | 0 (4)               |                   |       |  |
|  | Túnez                    | 1                |                   |          |             |             | RD Congo (p) | 0 (4)               |                   |       |  |
|  | Guinea Ecuatorial (t.s.) | 2                |                   |          |             |             |              |                     | Guinea Ecuatorial | 0 (2) |  |
|  | Guinea Ecuatorial (t.s.) | 2                |                   |          |             |             |              |                     | Guinea Ecuatorial | 0 (2) |  |
|  |                          |                  |                   |          |             |             |              |                     |                   |       |  |

#### Cuartos de final
| 31 de enero de 2015, 17:00 | Congo                  | 2:4 (0:0) | RD Congo                                      | Estadio de Bata, Bata                                       |                                                             |
|                            | Doré 55' · Bifouma 62' | Reporte   | Mbokani 65' 90'+1' · Bokila 75' · Kimwaki 81' | Asistencia: 31 670 espectadores Árbitro(s): Bernard Camille | Asistencia: 31 670 espectadores Árbitro(s): Bernard Camille |

| 31 de enero de 2015, 20:30 | Túnez       | 1:2 (1:1; 0:0) (t. s.)(0:1 t. s.) | Guinea Ecuatorial         | Estadio de Bata, Bata                                               |                                                                     |
|                            | Akaïchi 70' | Reporte                           | Balboa 90'+2' (pen.) 102' | Asistencia: 41 000 espectadores Árbitro(s): Rajindraparsad Seechurn | Asistencia: 41 000 espectadores Árbitro(s): Rajindraparsad Seechurn |

| 1 de febrero de 2015, 17:00 | Ghana                    | 3:0 (2:0) | Guinea | Estadio de Malabo, Malabo                                 |                                                           |
|                             | Atsu 4' 61' · Appiah 44' | Reporte   |        | Asistencia: 14 500 espectadores Árbitro(s): Janny Sikazwe | Asistencia: 14 500 espectadores Árbitro(s): Janny Sikazwe |

| 1 de febrero de 2015, 20:30 | Costa de Marfil                | 3:1 (1:0) | Argelia     | Estadio de Malabo, Malabo                                  |                                                            |
|                             | Bony 26' 68' · Gervinho 90'+4' | Reporte   | Soudani 51' | Asistencia: 15 000 espectadores Árbitro(s): Bakary Gassama | Asistencia: 15 000 espectadores Árbitro(s): Bakary Gassama |

#### Semifinales
| 4 de febrero de 2015, 20:00 | RD Congo           | 1:3 (1:2) | Costa de Marfil                         | Estadio de Bata, Bata                                    |                                                          |
|                             | Mbokani 24' (pen.) | Reporte   | Y. Touré 20' · Gervinho 41' · Kanon 68' | Asistencia: 30 000 espectadores Árbitro(s): Néant Alioum | Asistencia: 30 000 espectadores Árbitro(s): Néant Alioum |

| 5 de febrero de 2015, 20:00 | Ghana                                            | 3:0 (2:0) | Guinea Ecuatorial | Estadio de Malabo, Malabo                                      |                                                                |
|                             | J. Ayew 42' (pen.) · Wakaso 45'+1' · A. Ayew 75' | Reporte   |                   | Asistencia: 15 250 espectadores Árbitro(s): Eric Otogo-Castane | Asistencia: 15 250 espectadores Árbitro(s): Eric Otogo-Castane |

#### Tercer lugar
| 7 de febrero de 2015, 17:00 | RD Congo                           | 0:0 (4:2 p.)               | Guinea Ecuatorial                         | Estadio de Malabo, Malabo |                          |
|                             |                                    | Reporte                    |                                           | Árbitro(s): Ghead Grisha  | Árbitro(s): Ghead Grisha |
|                             |                                    | Tiros desde el punto penal |                                           |                           |                          |
|                             | Mabwati · Lema · Mbemba · Mongongu |                            | Balboa · Fabiani · Edjogo-Owono · Doualla |                           |                          |

#### Final
| 8 de febrero de 2015, 17:00 | Costa de Marfil                                                                              | 0:0 (9:8 p.)               | Ghana                                                                                          | Estadio de Malabo, Malabo  |  |
|                             |                                                                                              |                            |                                                                                                | Árbitro(s): Bakary Gassama |  |
|                             |                                                                                              | Tiros desde el punto penal |                                                                                                |                            |  |
|                             | Bony · Tallo · Aurier · Doumbia · Y. Touré · Kalou · K. Touré · Kanon · Bailly · Die · Barry |                            | Wakaso · J. Ayew · Acquah · Acheampong · A. Ayew · Mensah · Badu · Afful · Baba · Boye · Razak |                            |  |

|                                    |
| Bandera de Costa de Marfil         |
| Campeón Costa de Marfil 2.º título |

## Estadísticas
| Jugador           | Selección         | Goles | PJ |
| ----------------- | ----------------- | ----- | -- |
| Thievy Bifouma    | Congo             | 3     | 4  |
| Ahmed Akaïchi     | Túnez             | 3     | 4  |
| Javier Balboa     | Guinea Ecuatorial | 3     | 6  |
| Dieumerci Mbokani | RD Congo          | 3     | 6  |
| André Ayew        | Ghana             | 3     | 6  |
| Gervinho          | Costa de Marfil   | 2     | 4  |
| Max Gradel        | Costa de Marfil   | 2     | 5  |
| Jeremy Bokila     | RD Congo          | 2     | 5  |
| Christian Atsu    | Ghana             | 2     | 6  |
| Wilfried Bony     | Costa de Marfil   | 2     | 6  |

| Lista completa | Lista completa    | Lista completa | Lista completa | Lista completa |
| --- | ----------------- | -------------- | -------------- | -------------- |
| \| Jugador \| Selección \| \| PJ \| \| ------------------------- \| ----------------- \| - \| -- \| \| Ambroise Oyongo \| Camerún \| 1 \| 2 \| \| Mandla Masango \| Sudáfrica \| 1 \| 2 \| \| Moussa Sow \| Senegal \| 1 \| 2 \| \| Oupa Manyisa \| Sudáfrica \| 1 \| 2 \| \| El Arbi Hillel Soudani \| Argelia \| 1 \| 2 \| \| Emmanuel Mayuka \| Zambia \| 1 \| 2 \| \| Islam Slimani \| Argelia \| 1 \| 3 \| \| Benjamin Moukandjo \| Camerún \| 1 \| 3 \| \| Modibo Maïga \| Malí \| 1 \| 3 \| \| Sambou Yatabaré \| Malí \| 1 \| 3 \| \| Bakary Sako \| Malí \| 1 \| 3 \| \| Mame Biram Diouf \| Senegal \| 1 \| 3 \| \| Kara Mbodj \| Senegal \| 1 \| 3 \| \| Thuso Phala \| Sudáfrica \| 1 \| 3 \| \| Héldon Ramos \| Cabo Verde \| 1 \| 3 \| \| Given Singuluma \| Zambia \| 1 \| 3 \| \| Pierre-Emerick Aubameyang \| Gabón \| 1 \| 3 \| \| Malick Evouna \| Gabón \| 1 \| 3 \| \| Aristide Bancé \| Burkina Faso \| 1 \| 3 \| \| Seydou Doumbia \| Costa de Marfil \| 1 \| 4 \| \| Asamoah Gyan \| Ghana \| 1 \| 4 \| \| John Boye \| Ghana \| 1 \| 4 \| \| Kwesi Appiah \| Ghana \| 1 \| 4 \| \| Faouzi Ghoulam \| Argelia \| 1 \| 4 \| \| Riyad Mahrez \| Argelia \| 1 \| 4 \| \| Nabil Bentaleb \| Argelia \| 1 \| 4 \| \| Mohammed Yattara \| Guinea \| 1 \| 4 \| \| Ibrahima Traoré \| Guinea \| 1 \| 4 \| \| Kevin Constant \| Guinea \| 1 \| 4 \| \| Mohamed Ali Moncer \| Túnez \| 1 \| 4 \| \| Yassine Chikhaoui \| Túnez \| 1 \| 4 \| \| Prince Oniangue \| Congo \| 1 \| 4 \| \| Férébory Doré \| Congo \| 1 \| 4 \| \| Fabrice Ondama \| Congo \| 1 \| 4 \| \| Jordan Ayew \| Ghana \| 1 \| 5 \| \| Iván Salvador \| Guinea Ecuatorial \| 1 \| 5 \| \| Joël Kimwaki \| RD Congo \| 1 \| 5 \| \| Wakaso Mubarak \| Ghana \| 1 \| 6 \| \| Emilio Nsue \| Guinea Ecuatorial \| 1 \| 6 \| \| Yannick Bolasie \| RD Congo \| 1 \| 6 \| \| Yaya Touré \| Costa de Marfil \| 1 \| 6 \| \| Wilfried Kanon \| Costa de Marfil \| 1 \| 6 \| |                   |                |                |                |
| Jugador | Selección         | Goles          | PJ             |                |
| Ambroise Oyongo | Camerún           | 1              | 2              |                |
| Mandla Masango | Sudáfrica         | 1              | 2              |                |
| Moussa Sow | Senegal           | 1              | 2              |                |
| Oupa Manyisa | Sudáfrica         | 1              | 2              |                |
| El Arbi Hillel Soudani | Argelia           | 1              | 2              |                |
| Emmanuel Mayuka | Zambia            | 1              | 2              |                |
| Islam Slimani | Argelia           | 1              | 3              |                |
| Benjamin Moukandjo | Camerún           | 1              | 3              |                |
| Modibo Maïga | Malí              | 1              | 3              |                |
| Sambou Yatabaré | Malí              | 1              | 3              |                |
| Bakary Sako | Malí              | 1              | 3              |                |
| Mame Biram Diouf | Senegal           | 1              | 3              |                |
| Kara Mbodj | Senegal           | 1              | 3              |                |
| Thuso Phala | Sudáfrica         | 1              | 3              |                |
| Héldon Ramos | Cabo Verde        | 1              | 3              |                |
| Given Singuluma | Zambia            | 1              | 3              |                |
| Pierre-Emerick Aubameyang | Gabón             | 1              | 3              |                |
| Malick Evouna | Gabón             | 1              | 3              |                |
| Aristide Bancé | Burkina Faso      | 1              | 3              |                |
| Seydou Doumbia | Costa de Marfil   | 1              | 4              |                |
| Asamoah Gyan | Ghana             | 1              | 4              |                |
| John Boye | Ghana             | 1              | 4              |                |
| Kwesi Appiah | Ghana             | 1              | 4              |                |
| Faouzi Ghoulam | Argelia           | 1              | 4              |                |
| Riyad Mahrez | Argelia           | 1              | 4              |                |
| Nabil Bentaleb | Argelia           | 1              | 4              |                |
| Mohammed Yattara | Guinea            | 1              | 4              |                |
| Ibrahima Traoré | Guinea            | 1              | 4              |                |
| Kevin Constant | Guinea            | 1              | 4              |                |
| Mohamed Ali Moncer | Túnez             | 1              | 4              |                |
| Yassine Chikhaoui | Túnez             | 1              | 4              |                |
| Prince Oniangue | Congo             | 1              | 4              |                |
| Férébory Doré | Congo             | 1              | 4              |                |
| Fabrice Ondama | Congo             | 1              | 4              |                |
| Jordan Ayew | Ghana             | 1              | 5              |                |
| Iván Salvador | Guinea Ecuatorial | 1              | 5              |                |
| Joël Kimwaki | RD Congo          | 1              | 5              |                |
| Wakaso Mubarak | Ghana             | 1              | 6              |                |
| Emilio Nsue | Guinea Ecuatorial | 1              | 6              |                |
| Yannick Bolasie | RD Congo          | 1              | 6              |                |
| Yaya Touré | Costa de Marfil   | 1              | 6              |                |
| Wilfried Kanon | Costa de Marfil   | 1              | 6              |                |

| Jugador                   | Selección         | Goles | PJ |
| ------------------------- | ----------------- | ----- | -- |
| Ambroise Oyongo           | Camerún           | 1     | 2  |
| Mandla Masango            | Sudáfrica         | 1     | 2  |
| Moussa Sow                | Senegal           | 1     | 2  |
| Oupa Manyisa              | Sudáfrica         | 1     | 2  |
| El Arbi Hillel Soudani    | Argelia           | 1     | 2  |
| Emmanuel Mayuka           | Zambia            | 1     | 2  |
| Islam Slimani             | Argelia           | 1     | 3  |
| Benjamin Moukandjo        | Camerún           | 1     | 3  |
| Modibo Maïga              | Malí              | 1     | 3  |
| Sambou Yatabaré           | Malí              | 1     | 3  |
| Bakary Sako               | Malí              | 1     | 3  |
| Mame Biram Diouf          | Senegal           | 1     | 3  |
| Kara Mbodj                | Senegal           | 1     | 3  |
| Thuso Phala               | Sudáfrica         | 1     | 3  |
| Héldon Ramos              | Cabo Verde        | 1     | 3  |
| Given Singuluma           | Zambia            | 1     | 3  |
| Pierre-Emerick Aubameyang | Gabón             | 1     | 3  |
| Malick Evouna             | Gabón             | 1     | 3  |
| Aristide Bancé            | Burkina Faso      | 1     | 3  |
| Seydou Doumbia            | Costa de Marfil   | 1     | 4  |
| Asamoah Gyan              | Ghana             | 1     | 4  |
| John Boye                 | Ghana             | 1     | 4  |
| Kwesi Appiah              | Ghana             | 1     | 4  |
| Faouzi Ghoulam            | Argelia           | 1     | 4  |
| Riyad Mahrez              | Argelia           | 1     | 4  |
| Nabil Bentaleb            | Argelia           | 1     | 4  |
| Mohammed Yattara          | Guinea            | 1     | 4  |
| Ibrahima Traoré           | Guinea            | 1     | 4  |
| Kevin Constant            | Guinea            | 1     | 4  |
| Mohamed Ali Moncer        | Túnez             | 1     | 4  |
| Yassine Chikhaoui         | Túnez             | 1     | 4  |
| Prince Oniangue           | Congo             | 1     | 4  |
| Férébory Doré             | Congo             | 1     | 4  |
| Fabrice Ondama            | Congo             | 1     | 4  |
| Jordan Ayew               | Ghana             | 1     | 5  |
| Iván Salvador             | Guinea Ecuatorial | 1     | 5  |
| Joël Kimwaki              | RD Congo          | 1     | 5  |
| Wakaso Mubarak            | Ghana             | 1     | 6  |
| Emilio Nsue               | Guinea Ecuatorial | 1     | 6  |
| Yannick Bolasie           | RD Congo          | 1     | 6  |
| Yaya Touré                | Costa de Marfil   | 1     | 6  |
| Wilfried Kanon            | Costa de Marfil   | 1     | 6  |

| Jugador            | Selección | Autogoles       |
| ------------------ | --------- | --------------- |
| Thulani Hlatshwayo | Sudáfrica | 1 (vs. Argelia) |

| Jugador       | Selección       | Asistencias | PJ |
| ------------- | --------------- | ----------- | -- |
| André Ayew    | Ghana           | 2           | 6  |
| Wilfried Bony | Costa de Marfil | 2           | 6  |

| Lista completa | Lista completa    | Lista completa | Lista completa | Lista completa |
| --- | ----------------- | -------------- | -------------- | -------------- |
| \| Jugador \| Selección \| \| PJ \| \| ----------------- \| ----------------- \| - \| -- \| \| Abdoulay Diaby \| Malí \| 1 \| ? \| \| Sambou Yatabaré \| Malí \| 1 \| 3 \| \| Seydou Keita \| Malí \| 1 \| 3 \| \| Raoul Loé \| Camerún \| 1 \| ? \| \| Max Gradel \| Costa de Marfil \| 1 \| 5 \| \| Yaya Touré \| Costa de Marfil \| 1 \| 6 \| \| Tallo Gadji \| Costa de Marfil \| 1 \| ? \| \| Serge Aurier \| Costa de Marfil \| 1 \| ? \| \| Baba Rahman \| Ghana \| 1 \| ? \| \| Kwesi Appiah \| Ghana \| 1 \| 4 \| \| Christian Atsu \| Ghana \| 1 \| 6 \| \| Wakaso Mubarak \| Ghana \| 1 \| 6 \| \| Riyad Mahrez \| Argelia \| 1 \| 4 \| \| Madjid Bougherra \| Argelia \| 1 \| ? \| \| Sofiane Feghouli \| Argelia \| 1 \| ? \| \| Ishak Belfodil \| Argelia \| 1 \| ? \| \| Anele Ngcongca \| Sudáfrica \| 1 \| ? \| \| Sibusiso Vilakazi \| Sudáfrica \| 1 \| ? \| \| Papakouli Diop \| Senegal \| 1 \| ? \| \| Mame Biram Diouf \| Senegal \| 1 \| 3 \| \| Yassine Chikhaoui \| Túnez \| 1 \| 4 \| \| Hamza Mathlouthi \| Túnez \| 1 \| ? \| \| Youssef Msakni \| Túnez \| 1 \| ? \| \| Ali Maâloul \| Túnez \| 1 \| ? \| \| Rainford Kalaba \| Zambia \| 1 \| ? \| \| Chisamba Lungu \| Zambia \| 1 \| ? \| \| Neskens Kebano \| RD Congo \| 1 \| ? \| \| Cedric Makiadi \| RD Congo \| 1 \| ? \| \| Cedric Mabwati \| RD Congo \| 1 \| ? \| \| Yannick Bolasie \| RD Congo \| 1 \| 6 \| \| Dieumerci Mbokani \| RD Congo \| 1 \| 6 \| \| Enrique Boula \| Guinea Ecuatorial \| 1 \| ? \| \| Delvin Ndinga \| Congo \| 1 \| ? \| \| Férébory Doré \| Congo \| 1 \| ? \| \| Dominique Malonga \| Congo \| 1 \| ? \| \| Frédéric Bulot \| Gabón \| 1 \| ? \| \| Issiaka Ouédraogo \| Burkina Faso \| 1 \| ? \| |                   |                |                |                |
| Jugador | Selección         | Asistencias    | PJ             |                |
| Abdoulay Diaby | Malí              | 1              | ?              |                |
| Sambou Yatabaré | Malí              | 1              | 3              |                |
| Seydou Keita | Malí              | 1              | 3              |                |
| Raoul Loé | Camerún           | 1              | ?              |                |
| Max Gradel | Costa de Marfil   | 1              | 5              |                |
| Yaya Touré | Costa de Marfil   | 1              | 6              |                |
| Tallo Gadji | Costa de Marfil   | 1              | ?              |                |
| Serge Aurier | Costa de Marfil   | 1              | ?              |                |
| Baba Rahman | Ghana             | 1              | ?              |                |
| Kwesi Appiah | Ghana             | 1              | 4              |                |
| Christian Atsu | Ghana             | 1              | 6              |                |
| Wakaso Mubarak | Ghana             | 1              | 6              |                |
| Riyad Mahrez | Argelia           | 1              | 4              |                |
| Madjid Bougherra | Argelia           | 1              | ?              |                |
| Sofiane Feghouli | Argelia           | 1              | ?              |                |
| Ishak Belfodil | Argelia           | 1              | ?              |                |
| Anele Ngcongca | Sudáfrica         | 1              | ?              |                |
| Sibusiso Vilakazi | Sudáfrica         | 1              | ?              |                |
| Papakouli Diop | Senegal           | 1              | ?              |                |
| Mame Biram Diouf | Senegal           | 1              | 3              |                |
| Yassine Chikhaoui | Túnez             | 1              | 4              |                |
| Hamza Mathlouthi | Túnez             | 1              | ?              |                |
| Youssef Msakni | Túnez             | 1              | ?              |                |
| Ali Maâloul | Túnez             | 1              | ?              |                |
| Rainford Kalaba | Zambia            | 1              | ?              |                |
| Chisamba Lungu | Zambia            | 1              | ?              |                |
| Neskens Kebano | RD Congo          | 1              | ?              |                |
| Cedric Makiadi | RD Congo          | 1              | ?              |                |
| Cedric Mabwati | RD Congo          | 1              | ?              |                |
| Yannick Bolasie | RD Congo          | 1              | 6              |                |
| Dieumerci Mbokani | RD Congo          | 1              | 6              |                |
| Enrique Boula | Guinea Ecuatorial | 1              | ?              |                |
| Delvin Ndinga | Congo             | 1              | ?              |                |
| Férébory Doré | Congo             | 1              | ?              |                |
| Dominique Malonga | Congo             | 1              | ?              |                |
| Frédéric Bulot | Gabón             | 1              | ?              |                |
| Issiaka Ouédraogo | Burkina Faso      | 1              | ?              |                |

| Jugador           | Selección         | Asistencias | PJ |
| ----------------- | ----------------- | ----------- | -- |
| Abdoulay Diaby    | Malí              | 1           | ?  |
| Sambou Yatabaré   | Malí              | 1           | 3  |
| Seydou Keita      | Malí              | 1           | 3  |
| Raoul Loé         | Camerún           | 1           | ?  |
| Max Gradel        | Costa de Marfil   | 1           | 5  |
| Yaya Touré        | Costa de Marfil   | 1           | 6  |
| Tallo Gadji       | Costa de Marfil   | 1           | ?  |
| Serge Aurier      | Costa de Marfil   | 1           | ?  |
| Baba Rahman       | Ghana             | 1           | ?  |
| Kwesi Appiah      | Ghana             | 1           | 4  |
| Christian Atsu    | Ghana             | 1           | 6  |
| Wakaso Mubarak    | Ghana             | 1           | 6  |
| Riyad Mahrez      | Argelia           | 1           | 4  |
| Madjid Bougherra  | Argelia           | 1           | ?  |
| Sofiane Feghouli  | Argelia           | 1           | ?  |
| Ishak Belfodil    | Argelia           | 1           | ?  |
| Anele Ngcongca    | Sudáfrica         | 1           | ?  |
| Sibusiso Vilakazi | Sudáfrica         | 1           | ?  |
| Papakouli Diop    | Senegal           | 1           | ?  |
| Mame Biram Diouf  | Senegal           | 1           | 3  |
| Yassine Chikhaoui | Túnez             | 1           | 4  |
| Hamza Mathlouthi  | Túnez             | 1           | ?  |
| Youssef Msakni    | Túnez             | 1           | ?  |
| Ali Maâloul       | Túnez             | 1           | ?  |
| Rainford Kalaba   | Zambia            | 1           | ?  |
| Chisamba Lungu    | Zambia            | 1           | ?  |
| Neskens Kebano    | RD Congo          | 1           | ?  |
| Cedric Makiadi    | RD Congo          | 1           | ?  |
| Cedric Mabwati    | RD Congo          | 1           | ?  |
| Yannick Bolasie   | RD Congo          | 1           | 6  |
| Dieumerci Mbokani | RD Congo          | 1           | 6  |
| Enrique Boula     | Guinea Ecuatorial | 1           | ?  |
| Delvin Ndinga     | Congo             | 1           | ?  |
| Férébory Doré     | Congo             | 1           | ?  |
| Dominique Malonga | Congo             | 1           | ?  |
| Frédéric Bulot    | Gabón             | 1           | ?  |
| Issiaka Ouédraogo | Burkina Faso      | 1           | ?  |

### Clasificación general
La clasificación general indica la posición que ocupó cada selección al finalizar el torneo, el rendimiento se obtiene de la relación entre los puntos obtenidos y los partidos jugados por las selecciones y se expresa en porcentajes. La tabla se divide según la fase alcanzada por cada país.
Si algún partido de la fase de eliminación se define mediante tiros de penal, el resultado final del juego se considera como empate.

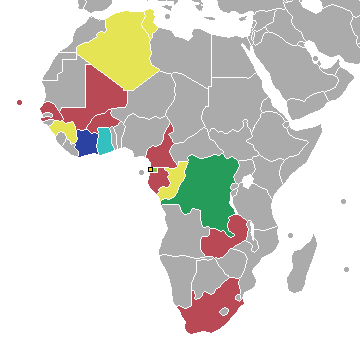
Países participantes según la fase alcanzada en el torneo.
Campeón
Subcampeón
Tercer lugar
Cuarto lugar
Cuartos de final
Fase de grupos

| Campeón Subcampeón | Tercer lugar Cuarto lugar | Cuartos de final Fase de grupos |

| Pos. | Selección         | Gr. | Pts. | PJ | PG | PE | PP | GF | GC | Dif | Rend. |
| ---- | ----------------- | --- | ---- | -- | -- | -- | -- | -- | -- | --- | ----- |
| 1    | Costa de Marfil   | D   | 12   | 6  | 3  | 3  | 0  | 9  | 4  | +5  | 66.7% |
| 2    | Ghana             | C   | 13   | 6  | 4  | 1  | 1  | 10 | 3  | +7  | 72.2% |
| 3    | RD Congo          | B   | 7    | 6  | 1  | 4  | 1  | 7  | 7  | 0   | 38.9% |
| 4    | Guinea Ecuatorial | A   | 9    | 6  | 2  | 3  | 1  | 5  | 5  | 0   | 50.0% |
| 5    | Congo             | A   | 7    | 4  | 2  | 1  | 1  | 6  | 6  | 0   | 58.3% |
| 6    | Argelia           | C   | 6    | 4  | 2  | 0  | 2  | 6  | 5  | +1  | 50.0% |
| 7    | Túnez             | B   | 5    | 4  | 1  | 2  | 1  | 5  | 5  | 0   | 41.7% |
| 8    | Guinea            | D   | 3    | 4  | 0  | 3  | 1  | 3  | 6  | -3  | 25.0% |
| 9    | Senegal           | C   | 4    | 3  | 1  | 1  | 1  | 3  | 4  | -1  | 44.4% |
| 10   | Malí              | D   | 3    | 3  | 0  | 3  | 0  | 3  | 3  | 0   | 33.3% |
| 11   | Cabo Verde        | B   | 3    | 3  | 0  | 3  | 0  | 1  | 1  | 0   | 33.3% |
| 12   | Gabón             | A   | 3    | 3  | 1  | 0  | 2  | 2  | 3  | -1  | 33.3% |
| 13   | Camerún           | D   | 2    | 3  | 0  | 2  | 1  | 2  | 3  | -1  | 22.2% |
| 14   | Zambia            | B   | 2    | 3  | 0  | 2  | 1  | 2  | 3  | -1  | 22.2% |
| 15   | Sudáfrica         | C   | 1    | 3  | 0  | 1  | 2  | 3  | 6  | -3  | 11.1% |
| 16   | Burkina Faso      | A   | 1    | 3  | 0  | 1  | 2  | 1  | 4  | -3  | 11.1% |

## Premios y reconocimientos

### Jugador del partido
Al finalizar cada encuentro se eligió a un jugador como el mejor del partido, la elección la realizó el Grupo de Estudio Técnico del torneo. El premio se denominó oficialmente Orange Man of the Match, debido al patrocinio de la empresa Orange. En cada partido, el trofeo fue entregado por un aficionado elegido mediante un concurso de fotografía.
| Fase de grupos - 1.ª ronda | Fase de grupos - 1.ª ronda | Fase de grupos - 2.ª ronda | Fase de grupos - 2.ª ronda | Fase de grupos - 3.ª ronda | Fase de grupos - 3.ª ronda | Segunda fase    | Segunda fase |
| Jugador                    | Partido                    | Jugador                    | Partido                    | Jugador                    | Partido                    | Jugador         | Partido      |
| -------------------------- | -------------------------- | -------------------------- | -------------------------- | -------------------------- | -------------------------- | --------------- | ------------ |
| Emilio Nsue                | 1:1                        | Emilio Nsue                | 0:0                        | Fabrice Ondama             | 2:1                        | Yannick Bolasie | 2:4          |
| P.-E. Aubameyang           | 0:2                        | Prince Oniangue            | 0:1                        | Javier Balboa              | 0:2                        | Javier Balboa   | 1:2          |
| Yannick Bolasie            | 1:1                        | Rainford Kalaba            | 1:1                        | Jeremy Bokila              | 1:1                        | Kwesi Appiah    | 3:0          |
| Héldon Ramos               | 1:1                        | Babanco                    | 0:0                        | Rainford Kalaba            | 0:0                        | Wilfried Bony   | 3:1          |
| Mame Biram Diouf           | 1:2                        | Yacine Brahimi             | 1:0                        | Riyad Mahrez               | 0:2                        | Gervinho        | 1:3          |
| Faouzi Ghoulam             | 3:1                        | Kara Mbodj                 | 1:1                        | Christian Atsu             | 1:2                        | Christian Atsu  | 3:0          |
| Ibrahima Traoré            | 1:1                        | Seydou Keita               | 1:1                        | Modibo Maïga               | 1:1                        | Robert Kidiaba  | 0:0          |
| Sambou Yatabaré            | 1:1                        | Ibrahima Traoré            | 1:1                        | Max Gradel                 | 0:1                        | Afriyie Acquah  | 0:0          |

### Mejor jugador del torneo
Premio al mejor jugador del torneo (MVP) presentado por Orange.
- Christian Atsu

El centrocampista ghanés jugó los 6 partidos que disputó su selección en los que registró 2 goles y una asistencia, ambos goles los marcó en los cuartos de final contra Guinea. Atsu también fue elegido en dos oportunidades como mejor jugador del partido, en la fase de grupos contra Sudáfrica y en semifinales contra el local Guinea Ecuatorial.

### Goleador del torneo
Premio al jugador con más goles en el torneo, presentado por Pepsi.
- André Ayew

El centrocampista ghanés marcó tres goles en 6 partidos jugados y quedó empatado en la tabla de goleadores con Thievy Bifouma, Ahmed Akaïchi, Javier Balboa y Dieumerci Mbokani, sin embargo, André Ayew se consagró como goleador del torneo gracias a que registro 2 asistencias de gol en el torneo superando en este aspecto a los otros 4 goleadores. El primer gol fue de penal y lo marcó en la derrota contra Senegal en el debut de Ghana, el segundo se lo hizo a Sudáfrica en el último partido de la fase de grupos, finalmente marco su tercer gol en las semifinales contra Guinea Ecuatorial.

### Mejor portero del torneo
Premio al mejor portero del torneo.
- Sylvain Gbohouo

El arquero marfileño atajó en 5 de los 6 partidos que disputó su selección, debido a una lesión se perdió el partido final contra Ghana en el que fue reemplazado por Boubacar Barry. En total recibió cuatro goles y solo mantuvo su arco invicto en el último partido del grupo C contra Camerún.

### Jugador juego limpio del torneo
Premio al jugador que practicó mejor el juego limpio durante el torneo, presentado por Samsung.
- Kwesi Appiah

El delantero ghanés jugó cuatro de los 6 partidos que disputó su selección en los cuales anotó un gol, además fue elegido como jugador del partido en los cuartos de final cuando su equipo derrotó a la selección de Guinea.

### Gol del torneo
Premio al mejor gol del torneo, presentado por Nissan.
- Christian Atsu (contra Guinea)

En los cuartos de final Ghana goleó a Guinea por 3 goles a cero, el mejor gol del torneo es el tercero que se marcó en ese partido. Lo realizó Christian Atsu a los 61 minutos de juego, luego de driblear a un jugador contrario Atsu sacó un disparo de media distancia con el pie izquierdo desde el lado derecho del ataque ghanés que se metió en el arco por encima del portero Naby Yattara.

### Premio al juego limpio
Premio Fairplay otorgado a la selección que practicó mejor el juego limpio.
- República Democrática del Congo

### Equipo CAF del torneo
Equipo ideal del torneo presentado por la CAF, la posición de arquero fue compartida por dos jugadores.
| \| Pos. \| Jugador \| PJ (T/S) \| \| \| \| \| \| \| \| ---- \| --------------- \| -------- \| ---- \| - \| - \| - \| - \| - \| \| POR \| Robert Kidiaba \| 6 (6/0) \| 540' \| 0 \| 0 \| 0 \| 0 \| 0 \| \| POR \| Sylvain Gbohouo \| 5 (5/0) \| 450' \| 0 \| 0 \| 0 \| 0 \| 0 \| \| DEF \| Serge Aurier \| 6 (6/0) \| 570' \| 0 \| 1 \| 2 \| 0 \| 0 \| \| DEF \| Kolo Toure \| 6 (6/0) \| 570' \| 0 \| 0 \| 0 \| 0 \| 0 \| \| DEF \| Harrison Afful \| 6 (6/0) \| 570' \| 0 \| 0 \| 1 \| 0 \| 0 \| \| MED \| Yaya Touré \| 6 (6/0) \| 556' \| 1 \| 1 \| 2 \| 0 \| 0 \| \| MED \| Max Gradel \| 5 (4/1) \| 361' \| 2 \| 1 \| 0 \| 0 \| 0 \| \| MED \| André Ayew \| 6 (6/0) \| 553' \| 3 \| 2 \| 2 \| 0 \| 0 \| \| MED \| Yannick Bolasie \| 6 (6/0) \| 512' \| 1 \| 1 \| 0 \| 0 \| 0 \| \| MED \| Gervinho \| 4 (4/0) \| 356' \| 2 \| 0 \| 0 \| 0 \| 1 \| \| DEL \| Wilfried Bony \| 6 (6/0) \| 563' \| 2 \| 2 \| 0 \| 0 \| 0 \| \| DEL \| Christian Atsu \| 6 (6/0) \| 534' \| 2 \| 1 \| 0 \| 0 \| 0 \| | Suplentes: - Felipe Ovono - Faouzi Ghoulam - Chancel Mbemba - Thievy Bifouma - Ibrahima Traoré - Dieumerci Mbokani - Yacine Brahimi - Ahmed Akaïchi - Yassine Chikhaoui - Javier Balboa - Cédric Mongongu |          |                 |       |             |                    |                               |                |
| Pos. | Jugador | PJ (T/S) | Minutos Jugados | Goles | Asistencias | Tarjetas Amarillas | Doble Tarjeta Amarilla y Roja | Tarjetas Rojas |
| POR | Robert Kidiaba | 6 (6/0)  | 540'            | 0     | 0           | 0                  | 0                             | 0              |
| POR | Sylvain Gbohouo | 5 (5/0)  | 450'            | 0     | 0           | 0                  | 0                             | 0              |
| DEF | Serge Aurier | 6 (6/0)  | 570'            | 0     | 1           | 2                  | 0                             | 0              |
| DEF | Kolo Toure | 6 (6/0)  | 570'            | 0     | 0           | 0                  | 0                             | 0              |
| DEF | Harrison Afful | 6 (6/0)  | 570'            | 0     | 0           | 1                  | 0                             | 0              |
| MED | Yaya Touré | 6 (6/0)  | 556'            | 1     | 1           | 2                  | 0                             | 0              |
| MED | Max Gradel | 5 (4/1)  | 361'            | 2     | 1           | 0                  | 0                             | 0              |
| MED | André Ayew | 6 (6/0)  | 553'            | 3     | 2           | 2                  | 0                             | 0              |
| MED | Yannick Bolasie | 6 (6/0)  | 512'            | 1     | 1           | 0                  | 0                             | 0              |
| MED | Gervinho | 4 (4/0)  | 356'            | 2     | 0           | 0                  | 0                             | 1              |
| DEL | Wilfried Bony | 6 (6/0)  | 563'            | 2     | 2           | 0                  | 0                             | 0              |
| DEL | Christian Atsu | 6 (6/0)  | 534'            | 2     | 1           | 0                  | 0                             | 0              |

## Símbolos y mercadeo

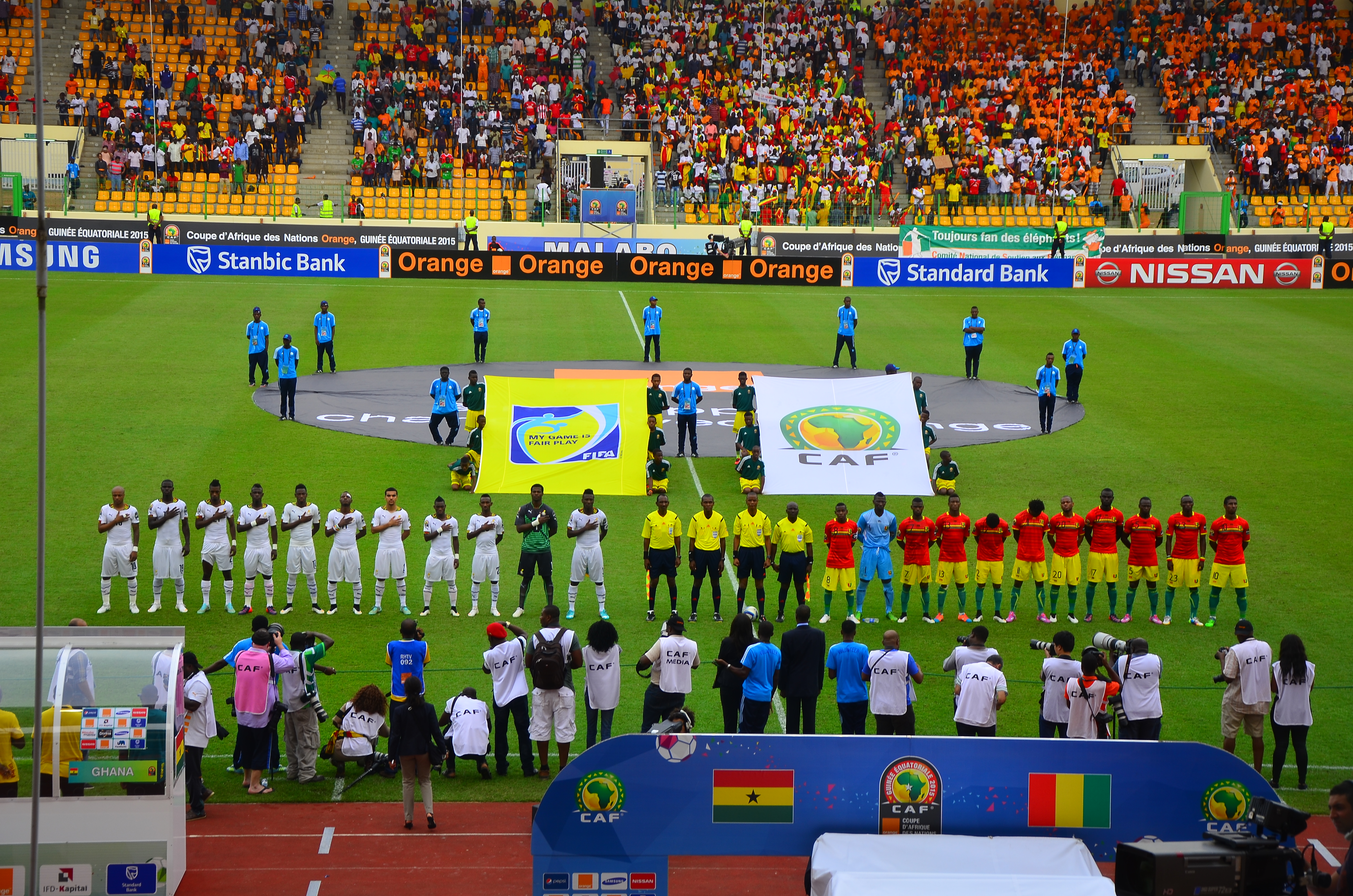
Partido Ghana vs Guinea en los cuartos de final.

### Balón oficial
El 26 de noviembre de 2014 fue presentado como balón oficial del torneo el Adidas Marhaba diseñada por la marca deportiva Adidas en colaboración con la Confederación Africana de Fútbol. Fue revelado oficialmente durante el sorteo de la fase final del campeonato realizado en el Centro de Convenciones Sipopo en la ciudad de Malabo el 3 de diciembre de 2014.
El balón Marhaba (Bienvenido en árabe) presenta diseños en colores azul, morado y dorado que asemejan a un número 8 sobre los cuales está escrito marhaba, otro distintivo son las estrellas en la superficie todo esto sobre un fondo blanco, también son visibles sobre el balón el símbolo distintivo de la marca Adidas y el logo de la CAF. Los colores escogidos representan los contrastes de los paisajes del continente africano.
La tecnología incorporada en la carcasa y la cámara de aire es similar a la que se encuentra en la Brazuca, balón oficial del mundial Brasil 2014.

### Mascota
La mascota oficial de la Copa Africana de Naciones 2015, llamado Chuku Chuku, representa a la especie Atherurus africanus, un roedor histricomorfo perteneciente a la familia Hystricidae, comúnmente conocido como puerco espín africano. Este animal es característico de Guinea Ecuatorial y habita las zonas boscosas del país.
Chuku Chuku, obra del diseñador gráfico Richard Liot Backer del estudio Urban Perception en Ámsterdam, fue presentado el 12 de enero de 2015 mediante la cuenta oficial de la CAF en la red social Twitter. El colorido puerco espín está vestido con el uniforme de la selección local y presenta sus espinas a manera de una melena con los colores de la bandera ecuatoguineana: azul, blanco, rojo y verde. Lo acompaña el balón oficial del torneo.

### Televisación
Televisoras oficiales del torneo.
| País / Región       | Televisora(s)                  |
| ------------------- | ------------------------------ |
| África Subsahariana | SuperSport                     |
| Australia           | Bein Sports                    |
| Argelia             | Empresa Nacional de Televisión |
| Benín               | ORTB                           |
| Colombia            | GOL Caracol                    |
| Francia             | Canal+                         |
| Sudáfrica           | SABC 1, SuperSport             |
| Camerún             | Cameroon Radio Television      |
| Ghana               | GBC                            |
| Cabo Verde          | RTC                            |
| Costa de Marfil     | RTI                            |
| Japón               | NHK                            |
| Senegal             | RTS                            |
| Gabón               | Gabon Télévision               |

| País / Región                   | Televisora(s)  |
| ------------------------------- | -------------- |
| Medio Oriente y Norte de África | Bein Sport     |
| Mali                            | ORTM           |
| Níger                           | ORTN           |
| Brasil                          | SporTV         |
| Guinea                          | RTG Guinée     |
| Guinea Ecuatorial               | RTVGE          |
| República del Congo             | Télé Congo     |
| Madagascar                      | TVM Madagascar |
| Zambia                          | ZNBC           |
| Europa                          | Eurosport      |
| Nueva Zelanda                   | SkyNZ          |
| Estados Unidos y Canadá         | Bein Sports    |
| India                           | Sony SIX       |

### Patrocinio
Por cuarta vez consecutiva la empresa de telecomunicaciones Orange S.A. es el patrocinador principal del torneo, acuerdo que sostiene con la CAF desde el año 2009. Además la Copa Africana de Naciones 2015 contó con el apoyo de siete patrocinadores oficiales.
Patrocinador titular
- Orange

Patrocinadores oficiales
- IFD Kapital
- Pepsi
- Pan Atlantic
- Doritos
- Nissan
- Samsung
- Standard Bank